# 완벽한 살인
《완벽한 살인》(Intensive Care)는 2018년 제작된 미국의 액션, 스릴러 영화이다.

## 출연
주연
- 타라 맥큰 - 알렉스 역
- 제이 로드리게스 - 대니 역

조연
- 케빈 시즈모어 - 세스 역
- 조시 로셋 - 루디 역
- 다린 드윗 헨슨 - 제레미아 역
- 레슬리 이스터브룩 - 클레어 역